# Don Brothwell
Don Brothwell (1933 – 26 settembre 2016) è stato un archeologo britannico.
Riconosciuto per il suo lavoro in paleontologia umana e animale, aveva vasti interessi in vari campi dell'archeologia, ma in particolare in paleoecologia umana (che include archeologia ambientale). Ha insegnato all'Università di York, in Inghilterra, ed era ancora attivo nel suo campo nonostante il suo pensionamento; i suoi ultimi progetti di ricerca includono lo studio e l'investigazione delle mummie nello Yemen (con Stephen Buckley).

## Lavori pubblicati
- Baker, J, and Brothwell, D. 1980. Animal Diseases in Archaeology. London: Academic Press.
- Brothwell, D. 1981. Digging up Bones. Third Edition. New York: Cornell University Press.
- Brothwell, D. 1988. On zoonoses and their relevance to paleopathology, pp 18–22. In Ortner, D.J and Aufderheide, A.C (eds.). Human Paleopathology: Current Syntheses and Future Options. Washington and London: Smithsonian Institution Press.
- Brothwell, D. 1991. Malocclusion and methodology: The problem and relevance of dental malalignment in animals. International Journal of Osteoarchaeology 1: 27-37.
- Brothwell, D. 1993. Avian osteopathology and its evaluation. Archaeofauna 2: 33-43.
- Brothwell, D. 2000. On the complex nature of microbial ecodynamics in relation to earlier human palaeoecology, in G. Bailey, R. Charles and N. Winder (eds) Human ecodynamics
- Brothwell, D. 2000. Studies on skeletal and dental variation: a view across two centuries, in M. Cox and S. Mays (eds) Human osteology in archaeology and forensic science
- Brothwell, D. 2002. Ancient avian osteopetrosis: the current state of knowledge. Proceedings of the 4th Meeting of the ICAZ Bird Working Group Kraków, Poland, 11-15 September 2001. Acta zoologica cracoviensia 45 (special issue): 315-318.